# 6e étape du Tour de France 2023
Pour un article plus général, voir Tour de France 2023.
La 6e étape du Tour de France 2023 se déroule le jeudi 6 juillet 2023 entre Tarbes et Cauterets-Cambasque, exclusivement tracée dans le département des Hautes-Pyrénées, sur une distance de 144,9 kilomètres.

## Parcours
Cette sixième de la 110e édition du Tour de France est la seconde et dernière étape du diptyque pyrénéen, se terminant par la première arrivée au sommet du Tour 2023. Au départ de la place Marcadieu de Tarbes, le parcours est essentiellement vallonné jusqu'au sprint intermédiaire de Sarrancolin (km 49,2), seule la côte de Capvern-les-Bains (3e catégorie, km 30, 5,6 km à 4,8 %) accentue ce premier tiers de l'étape. S'ensuit un enchainement de haute montagne célèbre sur le Tour de France : le col d'Aspin (1re catégorie, km 68, 12 km à 6,5 %) et le col du Tourmalet (hors catégorie, km 98, 17,1 km à 7,3 %, souvenir Jacques Goddet). Après une longue descente sur Luz-Saint-Sauveur et la vallée du gave de Pau, le parcours se conclut par la montée finale vers Cauterets-Cambasque (1re catégorie, 16 km à 5,4 %).

## Déroulement de la course
Si de nombreux coureurs montrent un intérêt pour organiser une échappée, elle se dessine assez rapidement avec les vingt coureurs suivant : l'Allemand Nikias Arndt (Bahrain Victorious), le Belge Wout van Aert (Jumbo-Visma), le Britannique James Shaw (EF Education-EasyPost), les deux Danois Jonas Gregaard Wisly (Uno-X) et Christopher Juul-Jensen (Jayco AlUla), l'Espagnol Gorka Izagirre (Movistar), les quatre Français Julian Alaphilippe (Soudal Quick-Step), Bryan Coquard (Cofidis), Benoît Cosnefroy (AG2R Citroën) et Matîs Louvel (Arkéa-Samsic), l'Italien Matteo Trentin (UAE Emirates), le Letton Krists Neilands (Israel-Premier Tech), le Néerlandais Mathieu van der Poel (Alpecin Deceuninck), le Norvégien Tobias Halland Johannessen (Uno-X) et le Polonais Michał Kwiatkowski (INEOS Grenadiers).
Un groupe de poursuivants, composé de l'Américain Neilson Powless (EF Education-EasyPost), du Belge Oliver Naesen (AG2R Citroën), du Danois Kasper Asgreen (Soudal Quick-Step), du Français Anthony Perez (Cofidis) et du Portugais Ruben Guerreiro (Movistar), parvient à rallier le groupe de tête, après une vingtaine de kilomètres de course.
Au sommet de la côte de Capvern-les-Bains (3e catégorie, km 30, 5,6 km à 4,8 %), Neilson Powless passe en tête de l'échappée, qui compte trois minutes et seize secondes d'avance sur le peloton. Au sprint intermédiaire de Sarrancolin (km 49,2), Bryan Coquard devance le groupe d'échappés ; le peloton compte un retard de trois minutes et treize secondes. Au col d'Aspin (1re catégorie, km 68, 12 km à 6,5 %), Neilson Powless précède Gorka Izagirre, les fuyards comptent une avance de trois minutes et vingt secondes sur le groupe maillot jaune, emmené par l'équipe Jumbo-Visma. À Sainte-Marie-de-Campan, au pied du col du Tourmalet (hors catégorie, km 98, 17,1 km à 7,3 %, souvenir Jacques Goddet), le peloton compte un débours de quatre minutes et quarante secondes sur le groupe de tête. 
Dans l'ascension du col du Tourmalet, cinq hommes s' extirpent à l'avant : Ruben Guerreiro, Tobias Halland Johannessen, Michał Kwiatkowski, James Shaw et Wout van Aert. Derrière, le groupe maillot jaune ne cesse de s'amoindrir sous le rythme imprimé par la Jumbo-Visma ; à La Mongie, le Néerlandais Wilco Kelderman inspire un relais dont seuls ses deux coéquipiers, l'Américain Sepp Kuss et le Danois Jonas Vingegaard, et le Slovène Tadej Pogačar (UAE Emirates) sont en mesure de suivre. Le maillot jaune australien Jai Hindley (Bora-Hansgrohe) tente de résister, mais il est finalement repris par le groupe des lâchés, considéré comme celui dans lequel va se jouer la troisième place finale au classement général, tellement Tadej Pogačar et Jonas Vingegaard semblent au-dessus du lot. 
Au col du Tourmalet, Tobias Halland Johannessen passe en tête, devant Ruben Guerreiro, James Shaw, Michał Kwiatkowski et Wout van Aert. Le duo Pogačar et Vingegaard passe avec un retard de trente-cinq secondes ; derrière, le groupe maillot jaune compte un débours de deux minutes et trente-trois secondes sur le coureur de tête. Présent dans l'échappée, Wout van Aert se retire dans la descente pour aider son coéquipier Vingegaard, venant de l'arrière, il le relaie dans la vallée du gave de Pau jusqu'à Pierrefitte-Nestalas, puis dans la montée finale vers Cauterets-Cambasque. 
Au pied de la montée finale vers Cauterets-Cambasque (1re catégorie, 16 km à 5,4 %), à Pierrefitte-Nestalas, le groupe de tête comprend huit coureurs : Ruben Guerreiro, Tobias Halland Johannessen, Michał Kwiatkowski, Tadej Pogačar, Neilson Powless, James Shaw, Wout van Aert et Jonas Vingegaard. Derrière, le groupe maillot jaune comprend un retard de deux minutes et cinquante-et-une secondes. Dans l'ascension, van Aert imprime de nouveau un rythme élevé, qui dégraisse le groupe de tête. Il coupe brutalement son effort à 4 600 mètres du sommet, laissant en tête Vingegaard, Pogačar, Tobias Halland Johannessen et Kwiatkowski ; le Norvégien résiste encore trois cents mètres, tandis que le Polonais finit par lâcher prise à 3 800 mètres de l'arrivée. À 2,8 kilomètres du but, Pogačar place une attaque tranchante à laquelle Vingegaard ne peut répondre. Si l'écart n'excède pas les dix secondes sur le premier kilomètre qui suit l'attaque, il s'agrandit sur le dernier kilomètre, plus roulant, où excelle Tadej Pogačar. Le double vainqueur du Tour de France (2020 et 2021) s'impose en solitaire à Cauterets-Cambasque, avec vingt-quatre secondes d'avance sur son principal rival Jonas Vingegaard et plus de deux minutes sur les principaux candidats à la troisième marche du podium. 
Au sujet des différents classements : Jai Hindley perd le maillot jaune au profit de Jonas Vingegaard. Le Belge Jasper Philipsen (Alpecin-Deceuninck) conserve son maillot vert, tout comme Tadej Pogačar avec son maillot blanc, qui ne compte plus que vingt-cinq secondes de retard sur son rival danois. En passant en tête au col d'Aspin, Neilson Powless retrouve le maillot à pois. L'équipe Jumbo-Visma reste en tête du classement par équipes. Wout van Aert est récompensé, pour la seconde journée de suite, du prix de la combativité. 

## Résultats
Cette section présente les résultats et prix obtenus au cours de l'étape.

### Classement de l'étape
| Classement de la 6e étape | Classement de la 6e étape  | Classement de la 6e étape | Classement de la 6e étape | Classement de la 6e étape |
|                           | Coureur                    | Pays                      | Équipe                    | Temps                     |
| ------------------------- | -------------------------- | ------------------------- | ------------------------- | ------------------------- |
| 1er                       | Tadej Pogačar              | Slovénie                  | UAE Team Emirates         | en 3 h 54 min 27 s        |
| 2e                        | Jonas Vingegaard           | Danemark                  | Jumbo-Visma               | + 24 s                    |
| 3e                        | Tobias Halland Johannessen | Norvège                   | Uno-X Pro Cycling Team    | + 1 min 22 s              |
| 4e                        | Ruben Guerreiro            | Portugal                  | Movistar Team             | + 2 min 6 s               |
| 5e                        | James Shaw                 | Royaume-Uni               | EF Education-EasyPost     | + 2 min 15 s              |
| 6e                        | Jai Hindley                | Australie                 | Bora-Hansgrohe            | + 2 min 39 s              |
| 7e                        | Carlos Rodríguez           | Espagne                   | Ineos Grenadiers          | + 2 min 39 s              |
| 8e                        | Simon Yates                | Royaume-Uni               | Team Jayco AlUla          | + 2 min 39 s              |
| 9e                        | Adam Yates                 | Royaume-Uni               | UAE Team Emirates         | + 3 min 11 s              |
| 10e                       | Romain Bardet              | France                    | Team DSM-Firmenich        | + 3 min 12 s              |
| modifier                  |                            |                           |                           |                           |

### Bonifications en temps
|   | Coureur                    | Pays     | Équipe                 | Secondes |
| - | -------------------------- | -------- | ---------------------- | -------- |
| 1 | Tadej Pogačar              | Slovénie | UAE Team Emirates      | 10 s     |
| 2 | Jonas Vingegaard           | Danemark | Jumbo-Visma            | 6 s      |
| 3 | Tobias Halland Johannessen | Norvège  | Uno-X Pro Cycling Team | 4 s      |

### Points attribués
| Sprint intermédiaire Sarrancolin (km 49,2) | Sprint intermédiaire Sarrancolin (km 49,2) | Sprint intermédiaire Sarrancolin (km 49,2) | Sprint intermédiaire Sarrancolin (km 49,2) | Sprint intermédiaire Sarrancolin (km 49,2) |
| ------------------------------------------ | ------------------------------------------ | ------------------------------------------ | ------------------------------------------ | ------------------------------------------ |
|                                            | Coureur                                    | Pays                                       | Équipe                                     | Point(s)                                   |
| 1er                                        | Bryan Coquard                              | France                                     | Cofidis                                    | 20                                         |
| 2e                                         | Wout van Aert                              | Belgique                                   | Jumbo-Visma                                | 17                                         |
| 3e                                         | Mathieu van der Poel                       | Pays-Bas                                   | Alpecin-Deceuninck                         | 15                                         |
| 4e                                         | Jonas Gregaard Wilsly                      | Danemark                                   | Uno-X Pro Cycling Team                     | 13                                         |
| 5e                                         | Anthony Perez                              | France                                     | Cofidis                                    | 11                                         |
| 6e                                         | Oliver Naesen                              | Belgique                                   | AG2R Citroën Team                          | 10                                         |
| 7e                                         | Matteo Trentin                             | Italie                                     | UAE Team Emirates                          | 9                                          |
| 8e                                         | Neilson Powless                            | États-Unis                                 | EF Education-EasyPost                      | 8                                          |
| 9e                                         | Nikias Arndt                               | Allemagne                                  | Bahrain Victorious                         | 7                                          |
| 10e                                        | Michał Kwiatkowski                         | Pologne                                    | Ineos Grenadiers                           | 6                                          |
| 11e                                        | Matîs Louvel                               | France                                     | Arkéa-Samsic                               | 5                                          |
| 12e                                        | James Shaw                                 | Royaume-Uni                                | EF Education-EasyPost                      | 4                                          |
| 13e                                        | Gorka Izagirre                             | Espagne                                    | Movistar Team                              | 3                                          |
| 14e                                        | Christopher Juul Jensen                    | Danemark                                   | Team Jayco AlUla                           | 2                                          |
| 15e                                        | Krists Neilands                            | Lettonie                                   | Israel-Premier Tech                        | 1                                          |
| modifier                                   |                                            |                                            |                                            |                                            |

| Arrivée d'étape Cauterets - Cambasque (km 144,9) | Arrivée d'étape Cauterets - Cambasque (km 144,9) | Arrivée d'étape Cauterets - Cambasque (km 144,9) | Arrivée d'étape Cauterets - Cambasque (km 144,9) | Arrivée d'étape Cauterets - Cambasque (km 144,9) |
| ------------------------------------------------ | ------------------------------------------------ | ------------------------------------------------ | ------------------------------------------------ | ------------------------------------------------ |
|                                                  | Coureur                                          | Pays                                             | Équipe                                           | Point(s)                                         |
| 1er                                              | Tadej Pogačar                                    | Slovénie                                         | UAE Team Emirates                                | 20                                               |
| 2e                                               | Jonas Vingegaard                                 | Danemark                                         | Jumbo-Visma                                      | 17                                               |
| 3e                                               | Tobias Halland Johannessen                       | Norvège                                          | Uno-X Pro Cycling Team                           | 15                                               |
| 4e                                               | Ruben Guerreiro                                  | Portugal                                         | Movistar Team                                    | 13                                               |
| 5e                                               | James Shaw                                       | Royaume-Uni                                      | EF Education-EasyPost                            | 11                                               |
| 6e                                               | Jai Hindley                                      | Australie                                        | Bora-Hansgrohe                                   | 10                                               |
| 7e                                               | Carlos Rodríguez                                 | Espagne                                          | Ineos Grenadiers                                 | 9                                                |
| 8e                                               | Simon Yates                                      | Royaume-Uni                                      | Team Jayco AlUla                                 | 8                                                |
| 9e                                               | Adam Yates                                       | Royaume-Uni                                      | UAE Team Emirates                                | 7                                                |
| 10e                                              | Romain Bardet                                    | France                                           | Team DSM-Firmenich                               | 6                                                |
| 11e                                              | Neilson Powless                                  | États-Unis                                       | EF Education-EasyPost                            | 5                                                |
| 12e                                              | Tom Pidcock                                      | Royaume-Uni                                      | Ineos Grenadiers                                 | 4                                                |
| 13e                                              | David Gaudu                                      | France                                           | Groupama-FDJ                                     | 3                                                |
| 14e                                              | Sepp Kuss                                        | États-Unis                                       | Jumbo-Visma                                      | 2                                                |
| 15e                                              | Felix Gall                                       | Autriche                                         | AG2R Citroën Team                                | 1                                                |
| modifier                                         |                                                  |                                                  |                                                  |                                                  |

### Cols et côtes
| Côte de Capvern-les-Bains (km 29,9) 3e catégorie (5,6 km à 4,8 %) | Côte de Capvern-les-Bains (km 29,9) 3e catégorie (5,6 km à 4,8 %) | Côte de Capvern-les-Bains (km 29,9) 3e catégorie (5,6 km à 4,8 %) | Côte de Capvern-les-Bains (km 29,9) 3e catégorie (5,6 km à 4,8 %) | Côte de Capvern-les-Bains (km 29,9) 3e catégorie (5,6 km à 4,8 %) |
| ----------------------------------------------------------------- | ----------------------------------------------------------------- | ----------------------------------------------------------------- | ----------------------------------------------------------------- | ----------------------------------------------------------------- |
|                                                                   | Coureur                                                           | Pays                                                              | Équipe                                                            | Point(s)                                                          |
| 1er                                                               | Neilson Powless                                                   | États-Unis                                                        | EF Education-EasyPost                                             | 2                                                                 |
| 2e                                                                | Kasper Asgreen                                                    | Danemark                                                          | Soudal Quick-Step                                                 | 1                                                                 |
| modifier                                                          |                                                                   |                                                                   |                                                                   |                                                                   |

| Col d'Aspin (km 68,1) 1re catégorie (12,0 km à 6,5 %) | Col d'Aspin (km 68,1) 1re catégorie (12,0 km à 6,5 %) | Col d'Aspin (km 68,1) 1re catégorie (12,0 km à 6,5 %) | Col d'Aspin (km 68,1) 1re catégorie (12,0 km à 6,5 %) | Col d'Aspin (km 68,1) 1re catégorie (12,0 km à 6,5 %) |
| ----------------------------------------------------- | ----------------------------------------------------- | ----------------------------------------------------- | ----------------------------------------------------- | ----------------------------------------------------- |
|                                                       | Coureur                                               | Pays                                                  | Équipe                                                | Point(s)                                              |
| 1er                                                   | Neilson Powless                                       | États-Unis                                            | EF Education-EasyPost                                 | 10                                                    |
| 2e                                                    | Ruben Guerreiro                                       | Portugal                                              | Movistar Team                                         | 8                                                     |
| 3e                                                    | Wout van Aert                                         | Belgique                                              | Jumbo-Visma                                           | 6                                                     |
| 4e                                                    | Mathieu van der Poel                                  | Pays-Bas                                              | Alpecin-Deceuninck                                    | 4                                                     |
| 5e                                                    | Julian Alaphilippe                                    | France                                                | Soudal Quick-Step                                     | 2                                                     |
| 6e                                                    | Krists Neilands                                       | Lettonie                                              | Israel-Premier Tech                                   | 1                                                     |
| modifier                                              |                                                       |                                                       |                                                       |                                                       |

| Col du Tourmalet - Souvenir Jacques Goddet (km 97,9) Hors catégorie (17,1 km à 7,3 %) | Col du Tourmalet - Souvenir Jacques Goddet (km 97,9) Hors catégorie (17,1 km à 7,3 %) | Col du Tourmalet - Souvenir Jacques Goddet (km 97,9) Hors catégorie (17,1 km à 7,3 %) | Col du Tourmalet - Souvenir Jacques Goddet (km 97,9) Hors catégorie (17,1 km à 7,3 %) | Col du Tourmalet - Souvenir Jacques Goddet (km 97,9) Hors catégorie (17,1 km à 7,3 %) |
| ------------------------------------------------------------------------------------- | ------------------------------------------------------------------------------------- | ------------------------------------------------------------------------------------- | ------------------------------------------------------------------------------------- | ------------------------------------------------------------------------------------- |
|                                                                                       | Coureur                                                                               | Pays                                                                                  | Équipe                                                                                | Point(s)                                                                              |
| 1er                                                                                   | Tobias Halland Johannessen                                                            | Norvège                                                                               | Uno-X Pro Cycling Team                                                                | 20                                                                                    |
| 2e                                                                                    | Ruben Guerreiro                                                                       | Portugal                                                                              | Movistar Team                                                                         | 15                                                                                    |
| 3e                                                                                    | James Shaw                                                                            | Royaume-Uni                                                                           | EF Education-EasyPost                                                                 | 12                                                                                    |
| 4e                                                                                    | Michał Kwiatkowski                                                                    | Pologne                                                                               | Ineos Grenadiers                                                                      | 10                                                                                    |
| 5e                                                                                    | Wout van Aert                                                                         | Belgique                                                                              | Jumbo-Visma                                                                           | 8                                                                                     |
| 6e                                                                                    | Neilson Powless                                                                       | États-Unis                                                                            | EF Education-EasyPost                                                                 | 6                                                                                     |
| 7e                                                                                    | Jonas Vingegaard                                                                      | Danemark                                                                              | Jumbo-Visma                                                                           | 4                                                                                     |
| 8e                                                                                    | Tadej Pogačar                                                                         | Slovénie                                                                              | UAE Team Emirates                                                                     | 2                                                                                     |
| modifier                                                                              |                                                                                       |                                                                                       |                                                                                       |                                                                                       |

| Cauterets - Cambasque (km 144,9) 1re catégorie (16,0 km à 5,4 %) | Cauterets - Cambasque (km 144,9) 1re catégorie (16,0 km à 5,4 %) | Cauterets - Cambasque (km 144,9) 1re catégorie (16,0 km à 5,4 %) | Cauterets - Cambasque (km 144,9) 1re catégorie (16,0 km à 5,4 %) | Cauterets - Cambasque (km 144,9) 1re catégorie (16,0 km à 5,4 %) |
| ---------------------------------------------------------------- | ---------------------------------------------------------------- | ---------------------------------------------------------------- | ---------------------------------------------------------------- | ---------------------------------------------------------------- |
|                                                                  | Coureur                                                          | Pays                                                             | Équipe                                                           | Point(s)                                                         |
| 1er                                                              | Tadej Pogačar                                                    | Slovénie                                                         | UAE Team Emirates                                                | 10                                                               |
| 2e                                                               | Jonas Vingegaard                                                 | Danemark                                                         | Jumbo-Visma                                                      | 8                                                                |
| 3e                                                               | Tobias Halland Johannessen                                       | Norvège                                                          | Uno-X Pro Cycling Team                                           | 6                                                                |
| 4e                                                               | Ruben Guerreiro                                                  | Portugal                                                         | Movistar Team                                                    | 4                                                                |
| 5e                                                               | James Shaw                                                       | Royaume-Uni                                                      | EF Education-EasyPost                                            | 2                                                                |
| 6e                                                               | Jai Hindley                                                      | Australie                                                        | Bora-Hansgrohe                                                   | 1                                                                |
| modifier                                                         |                                                                  |                                                                  |                                                                  |                                                                  |

| \| Coureur \| Pays \| Équipe \| Points \| \| --------------- \| -------- \| ------------- \| ---------- \| \| Ruben Guerreiro \| Portugal \| Movistar Team \| - 5 points \| |          |               |            |
| Coureur | Pays     | Équipe        | Points     |
| Ruben Guerreiro | Portugal | Movistar Team | - 5 points |

### Prix de la combativité
- Wout van Aert  (Jumbo-Visma )

## Classements à l'issue de l'étape
Cette section présente le classement général et les différents classements annexes à l'issue de l'étape.

### Classement général
| Classement général | Classement général | Classement général | Classement général | Classement général  |
|                    | Coureur            | Pays               | Équipe             | Temps               |
| ------------------ | ------------------ | ------------------ | ------------------ | ------------------- |
| 1er                | Jonas Vingegaard   | Danemark           | Jumbo-Visma        | en 26 h 10 min 44 s |
| 2e                 | Tadej Pogačar      | Slovénie           | UAE Team Emirates  | + 25 s              |
| 3e                 | Jai Hindley        | Australie          | Bora-Hansgrohe     | + 1 min 34 s        |
| 4e                 | Simon Yates        | Royaume-Uni        | Team Jayco AlUla   | + 3 min 14 s        |
| 5e                 | Carlos Rodríguez   | Espagne            | Ineos Grenadiers   | + 3 min 30 s        |
| 6e                 | Adam Yates         | Royaume-Uni        | UAE Team Emirates  | + 3 min 40 s        |
| 7e                 | David Gaudu        | France             | Groupama-FDJ       | + 4 min 3 s         |
| 8e                 | Romain Bardet      | France             | Team DSM-Firmenich | + 4 min 43 s        |
| 9e                 | Tom Pidcock        | Royaume-Uni        | Ineos Grenadiers   | + 4 min 43 s        |
| 10e                | Sepp Kuss          | États-Unis         | Jumbo-Visma        | + 5 min 28 s        |
| modifier           |                    |                    |                    |                     |

| Classement par points | Classement par points | Classement par points | Classement par points | Classement par points |
| --------------------- | --------------------- | --------------------- | --------------------- | --------------------- |
|                       | Coureur               | Pays                  | Équipe                | Point(s)              |
| 1er                   | Jasper Philipsen      | Belgique              | Alpecin-Deceuninck    | 150 points            |
| 2e                    | Bryan Coquard         | France                | Cofidis               | 104 pts               |
| 3e                    | Wout van Aert         | Belgique              | Jumbo-Visma           | 92 pts                |
| 4e                    | Victor Lafay          | France                | Cofidis               | 80 pts                |
| 5e                    | Mads Pedersen         | Danemark              | Lidl-Trek             | 76 pts                |
| 6e                    | Caleb Ewan            | Australie             | Lotto Dstny           | 73 pts                |
| 7e                    | Tadej Pogačar         | Slovénie              | UAE Team Emirates     | 70 pts                |
| 8e                    | Mark Cavendish        | Royaume-Uni           | Astana Qazaqstan Team | 62 pts                |
| 9e                    | Jai Hindley           | Australie             | Bora-Hansgrohe        | 51 pts                |
| 10e                   | Neilson Powless       | États-Unis            | EF Education-EasyPost | 45 pts                |
| modifier              |                       |                       |                       |                       |

| Classement du meilleur grimpeur | Classement du meilleur grimpeur | Classement du meilleur grimpeur | Classement du meilleur grimpeur | Classement du meilleur grimpeur |
| ------------------------------- | ------------------------------- | ------------------------------- | ------------------------------- | ------------------------------- |
|                                 | Coureur                         | Pays                            | Équipe                          | Point(s)                        |
| 1er                             | Neilson Powless                 | États-Unis                      | EF Education-EasyPost           | 36 points                       |
| 2e                              | Felix Gall                      | Autriche                        | AG2R Citroën Team               | 28 pts                          |
| 3e                              | Tobias Halland Johannessen      | Norvège                         | Uno-X Pro Cycling Team          | 26 pts                          |
| 4e                              | Ruben Guerreiro                 | Portugal                        | Movistar Team                   | 22 pts                          |
| 5e                              | Tadej Pogačar                   | Slovénie                        | UAE Team Emirates               | 19 pts                          |
| 6e                              | Jai Hindley                     | Australie                       | EF Education-EasyPost           | 19 pts                          |
| 7e                              | Giulio Ciccone                  | Italie                          | Lidl-Trek                       | 19 pts                          |
| 8e                              | Jonas Vingegaard                | Danemark                        | Jumbo-Visma                     | 18 pts                          |
| 9e                              | Wout van Aert                   | Belgique                        | Jumbo-Visma                     | 15 pts                          |
| 10e                             | Daniel Martínez                 | Colombie                        | Ineos Grenadiers                | 15 pts                          |
| modifier                        |                                 |                                 |                                 |                                 |

| Classement général du meilleur jeune | Classement général du meilleur jeune | Classement général du meilleur jeune | Classement général du meilleur jeune | Classement général du meilleur jeune |
|                                      | Coureur                              | Pays                                 | Équipe                               | Temps                                |
| ------------------------------------ | ------------------------------------ | ------------------------------------ | ------------------------------------ | ------------------------------------ |
| 1er                                  | Tadej Pogačar                        | Slovénie                             | UAE Team Emirates                    | en 26 h 11 min 9 s                   |
| 2e                                   | Carlos Rodríguez                     | Espagne                              | Ineos Grenadiers                     | + 3 min 5 s                          |
| 3e                                   | Tom Pidcock                          | Royaume-Uni                          | Ineos Grenadiers                     | + 4 min 18 s                         |
| 4e                                   | Felix Gall                           | Autriche                             | AG2R Citroën Team                    | + 7 min 54 s                         |
| 5e                                   | Mattias Skjelmose Jensen             | Danemark                             | Lidl-Trek                            | + 8 min 22 s                         |
| 6e                                   | Tobias Halland Johannessen           | Norvège                              | Uno-X Pro Cycling Team               | + 16 min 46 s                        |
| 7e                                   | Clément Champoussin                  | France                               | Arkéa-Samsic                         | + 39 min 9 s                         |
| 8e                                   | Matthew Dinham                       | Australie                            | Team DSM-Firmenich                   | + 40 min 18 s                        |
| 9e                                   | Mathieu Burgaudeau                   | France                               | TotalEnergies                        | + 42 min 44 s                        |
| 10e                                  | Matîs Louvel                         | France                               | Arkéa-Samsic                         | + 44 min 45 s                        |
| modifier                             |                                      |                                      |                                      |                                      |

| Classement par équipes | Classement par équipes | Classement par équipes | Classement par équipes |
|                        | Équipe                 | Pays                   | Temps                  |
| ---------------------- | ---------------------- | ---------------------- | ---------------------- |
| 1re                    | Jumbo-Visma            | Pays-Bas               | en 78 h 43 min 21 s    |
| 2e                     | Ineos Grenadiers       | Royaume-Uni            | + 1 min 50 s           |
| 3e                     | Bahrain Victorious     | Bahreïn                | + 10 min 9 s           |
| 4e                     | UAE Team Emirates      | Émirats arabes unis    | + 11 min 2 s           |
| 5e                     | Groupama-FDJ           | France                 | + 15 min 26 s          |
| 6e                     | AG2R Citroën Team      | France                 | + 18 min 52 s          |
| 7e                     | Bora-Hansgrohe         | Allemagne              | + 26 min 8 s           |
| 8e                     | Lidl-Trek              | États-Unis             | + 36 min 7 s           |
| 9e                     | Movistar Team          | Espagne                | + 45 min 16 s          |
| 10e                    | Team Jayco AlUla       | Australie              | + 1 h 4 min 59 s       |
| modifier               |                        |                        |                        |

### Sanctions au classement UCI
| \| Coureur \| Pays \| Équipe \| Points \| \| ------------------ \| -------- \| ------------------------ \| ----------- \| \| Rui Costa \| Portugal \| Intermarché-Circus-Wanty \| - 25 points \| \| Alexander Kristoff \| Norvège \| Uno-X Pro Cycling Team \| - 25 points \| |          |                          |             |
| Coureur | Pays     | Équipe                   | Points      |
| Rui Costa | Portugal | Intermarché-Circus-Wanty | - 25 points |
| Alexander Kristoff | Norvège  | Uno-X Pro Cycling Team   | - 25 points |

## Abandons
Il n'y a pas eu d'abandon lors de cette 6e étape.